# Александър Льор
Александър Лер или Александър Льор (на немски: Alexander Löhr) е австроунгарски офицер, по-късно германски генерал по време на Втората световна война, командвал подразделенията на Вермахта на територията на бивша кралска Югославия.

## Биография
Александър Лер с псевдоним Саша е роден 20 май 1885 г. в Турну Северин (Кралство Румъния). Баща му Фридрих Льор е немец с корени в Майнц. Той е втори капитан на кораб болница в Черно море по време на Руско-турската освободителна война. Майка му Катерина Хейман, която е от Одеса, е дъщеря на военен лекар от руската армия. Тя е внучка на руския генерал Василий Хейман и макар и православна, е от известната еврейска фамилия Хейман. След като сключват брак в Одеса, родителите му се местят в Турну Северин – Румъния, а по-късно във Виена, столица на Австро-Унгария. Льор е полиглот. Владее немски, руски, френски, сърбохърватски, румънски и унгарски език. Първоначално учи в немско евангелистко училище в Турну Северин, а после получава средно и висше военно образование, съответно в Кошице и Тимишоара.
През Първата световна война командва австроунгарски батальон в сръбската кампания. Раняван два пъти. Командващ 85-и пехотен полк на Австро-Унгария, дислоциран във Вишеград. Получава чин майор в края на Първата световна война.
След войната активно усъвършенства военната си подготовка. През 1921 е повишен в подполковник, а от 1928 е полковник. През 1934 е произведен в генералски чин – генерал-майор. Лер е главен военен съветник на Хитлер по австрийския въпрос, а след аншлуса на Австрия към Третия райх е командващ немските военновъздушни сили на територията на Австрия (на немски: Kommandeur Luftwaffenkommando Ostmark). От 24 март 1938 г. е генерал-лейтенант от Луфтвафе.
От 1939 година Лер е командващ 4-ти военновъздушен флот на Райха. Като командир на флота участва в нападението над Полша през септември 1939 г. За заслуги към бързата победа над Полша, получава от Хитлер „Железен кръст“ и „Кръст за храброст“, а от Херман Гьоринг получава „Златен въздушен кръст“. Неговият въздушен флот участва и в боевете на Западния фронт (във Франция, Белгия, Нидерландия).
Като командир на 4-ти военновъздушен флот участва в нападението срещу Югославия през април 1941 година (ръководи бомбардировките над Белград), след което ръководи военновъздушните операции в Гърция, Крит и срещу Съветския съюз в операция Барбароса.
Сдобива се с чин генерал-полковник в Крим на 3 май 1942. От август 1942 е командващ 12-а армия на Балканите, като комендант на немските войски в Югоизточна Европа. Като командир на Югоизтока организира две от големите офанзиви срещу Титовите партизани и четниците в Босна и Херцеговина (операция „Вайс“) и Черна гора (операция Шварц).
През зимата на 1943 г. е поставен под шапката на новосформираната Група армии „Е“, командвана от Максимилиан фон Вайкс, като задържа под свое пряко ръководство само немските войски в Гърция. От септември 1944 г. (след деветосептемврийския преврат в България) ръководи оттеглянето на немските войски от Гърция и Албания през някогашна Югославия. През март 1945 г. участва с част от силите си в неуспешната немска контраофанзива в Унгария. В края на март същата година е назначен за комендант на Югоизтока, а от средата на април под негово командване е участъкът на отбраната по река Соча. В края на април под негово командване е поставен 97-и корпус в Истрия от Група армии „C“.
В края на войната през май 1945 г. се изтегля с подчинените си на територията на Австрия, където се предава на английски части, но е върнат от тях на властите в Югославия. Въдворен е във военния затвор в Белград от юни 1945 до февруари 1947 г. Съден е от комунистическите власти по делото срещу немските коменданти и висши командири в Югославия от 5 до 13 февруари 1947 г. от 3-ти Военен съд на ЮНОА в Белград. Признат е за военнопрестъпник и е осъден на смърт.
Разстрелян е на 26 февруари 1947 г. в Белград.